# Michael Neugart
Michael Neugart (* 16. Juni 1970) ist ein deutscher Ökonom und Professor an der Technischen Universität Darmstadt.

## Leben
Am Bodensee-Gymnasium Lindau bekam er 1989 sein Abitur. Neugart erhielt 1995 sein Diplom in Wirtschaftsingenieurwesen an der TU Darmstadt. Mit seiner Arbeit Nonlinear labor market dynamics promovierte er 1999 an der Freien Universität Berlin. Dort habilitierte er sich im Jahr 2006. Neugart war von 2004 bis 2008 Professor am Wissenschaftszentrum Berlin für Sozialforschung. Anschließend übernahm er im März 2008 eine Professur für Wirtschaftswissenschaften an der School of Economics and Management der Freien Universität Bozen. Er wurde im September 2011 Professor an der TU Darmstadt.

## Leistungen
Neugart beschäftigt sich in seinen Veröffentlichungen mit Themen wie Arbeitsmarkt- und Beschäftigungstheorie sowie nichtlineare Dynamiken in der Ökonomie und der Ökonometrie.

## Werke
- Nonlinear Labor Market Dynamics. Springer, 2000, ISBN 978-3-540-67279-1.
- mit Jürgen Gabriel: Ökonomie als Grundlage politischer Entscheidungen. Leske & Budrich, 2001, ISBN 978-3-8100-3317-8.